# 마르두

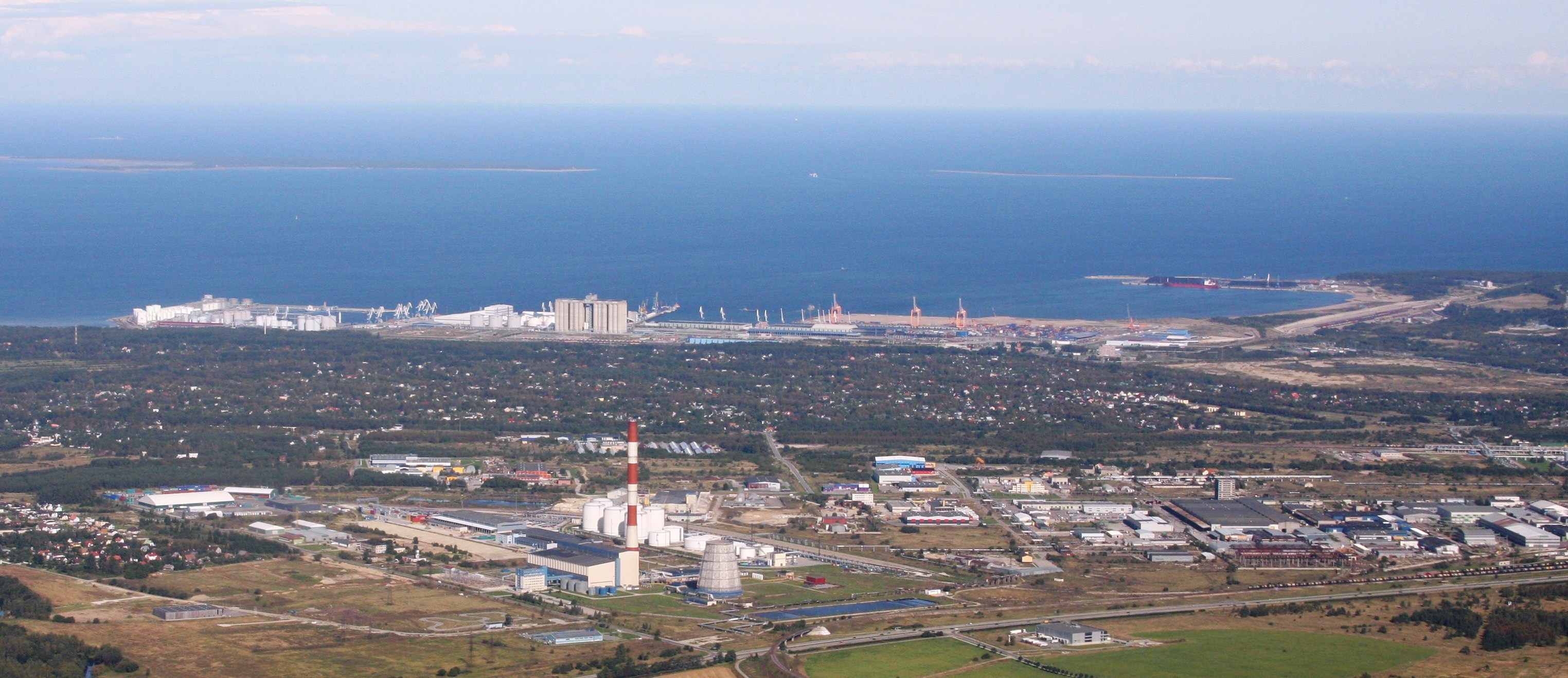
무가 항

마르두(에스토니아어: Maardu)는 에스토니아 하리우 주에 위치한 도시로, 면적은 22.76km2, 인구는 16,529명(2010년 1월 1일 기준), 인구 밀도는 730명/km2이다. 탈린 도시권에 속하며 에스토니아에서 가장 큰 화물항인 무가 항이 위치한다.
2000년 인구 조사에서 도시 인구는 16,738명으로 확인되었다. 이 가운데 61.7%는 러시아인, 19.9%는 에스토니아인, 6.6%는 우크라이나인, 5.7%는 벨라루스인, 1.5%는 타타르인, 0.9%는 핀란드인, 0.6%는 폴란드인, 0.5%는 리투아니아인, 0.2%는 라트비아인, 0.2%는 독일인, 0.1%는 유대인이었다. 에스토니아 중부와 서부에서 에스토니아인 인구 비율이 가장 낮은 도시이다.

시기
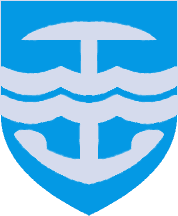
시 문장